# Passiflora kermesina
Passiflora kermesina (synoniem: Passiflora raddiana DC.) is een passiebloem waarnaar in het wild jaren is gezocht, nadat de plant in cultuur was uitgestorven. Er bestonden hybriden van deze soort en er waren oude kleurenafbeeldingen waarop deze soort stond afgebeeld. Hieruit kon worden afgeleid dat hij al lang geleden in cultuur was.
Jarenlang was de zoektocht zonder succes, mogelijk omdat de aanwijzingen van oude herbariumspecimens te vaag waren of omdat de plant was uitgestorven. Uiteindelijk werd de plant in 2001 aangetroffen in Brazilië, waarna de Braziliaanse botanicus Mauro Peixoto de soort opnieuw in cultuur bracht. Vandaag de dag is Passiflora kermesina wereldwijd terug in cultuur en wordt hij in veel plantencollecties opgenomen. De kleur van de bloemen in de oude afbeeldingen is meer paarsrood dan de werkelijke bloemkleur.
Passiflora kermesina heeft enige uiterlijke overeenkomsten met Passiflora loefgrenii. Passiflora loefgrenii heeft echter kelkbladeren met kafnaalden, elliptische, tot 0,7 cm grote schutbladeren en gewoonlijk langere bloemstelen, terwijl Passiflora kermesina geen kafnaalden heeft en zeer kleine schutbladeren die circa 2,5 cm beneden de bloem op de vaak kortere bloemsteel zitten en al voor de bloei afvallen.
Passiflora kermesina heeft gladde stengels. In de bladoksels ontspringen de ranken die daar worden omgeven door steunblaadjes. De bladstelen zijn tot 4 cm lang. De afwisselend geplaatste bladeren zijn drielobbig, gaafrandig, dun, groen aan de bovenkant, paarsachtig violet aan de onderkant en tot 8 × 11,3 cm groot.
De alleenstaande bloemstelen zijn tot 15 cm lang. De bloembuis is wittig groen en roze aan de buitenkant. De bloemen zijn diep rozeachtig paars tot rozeachtig violet en tot 11 cm breed. De kelkbladeren zijn tot 5,6 × 1 cm groot en de kroonbladeren zijn bijna even groot als de kelkbladeren. De corona bestaat uit vijf rijen dunne, violette filamenten. In het midden van de corona ontspringt de androgynofoor. De bloemen worden in het wild bestoven door kolibries. De plant heeft kruisbestuiving nodig om vruchten te zetten. De vruchten zijn rijp olijfgroen, elliptisch tot langwerpig-ovaal en tot 9,5 × 3 cm groot.
Sinds Passiflora kermesina in cultuur is teruggekeerd, is gebleken dat het een plant is die gemakkelijk bloeit. De bloeiperiode vindt plaats voor en na het hoogtepunt van de zomerhitte, wanneer de dagtemperaturen rond de 25 °C liggen. Hij moet overwinterd worden bij temperaturen boven de 10 °C.
Na kruisingsexperimenten is gebleken dat Passiflora kermesina de moederplant is van de hybride die jarenlang bekendstond onder de namen Passiflora 'Lavender Lad', Passiflora 'Amethyst' en Passiflora 'Star of Mikan'. Vandaag de dag wordt aangenomen dat deze hybride van Passiflora kermesina en Passiflora caerulea, de plant is die oorspronkelijk is beschreven als Passiflora ×kewensis. Om verwarring te voorkomen is de plant omgedoopt in Passiflora ×kewensis 'Amethyst' en is de plant die jarenlang in zijn plaats door het leven ging als Passiflora ×kewensis omgedoopt in Passiflora 'Kew Gardens' (waarschijnlijk een hybride van Passiflora racemosa) omdat het bekendste exemplaar van deze plant in de Kew Gardens groeit.

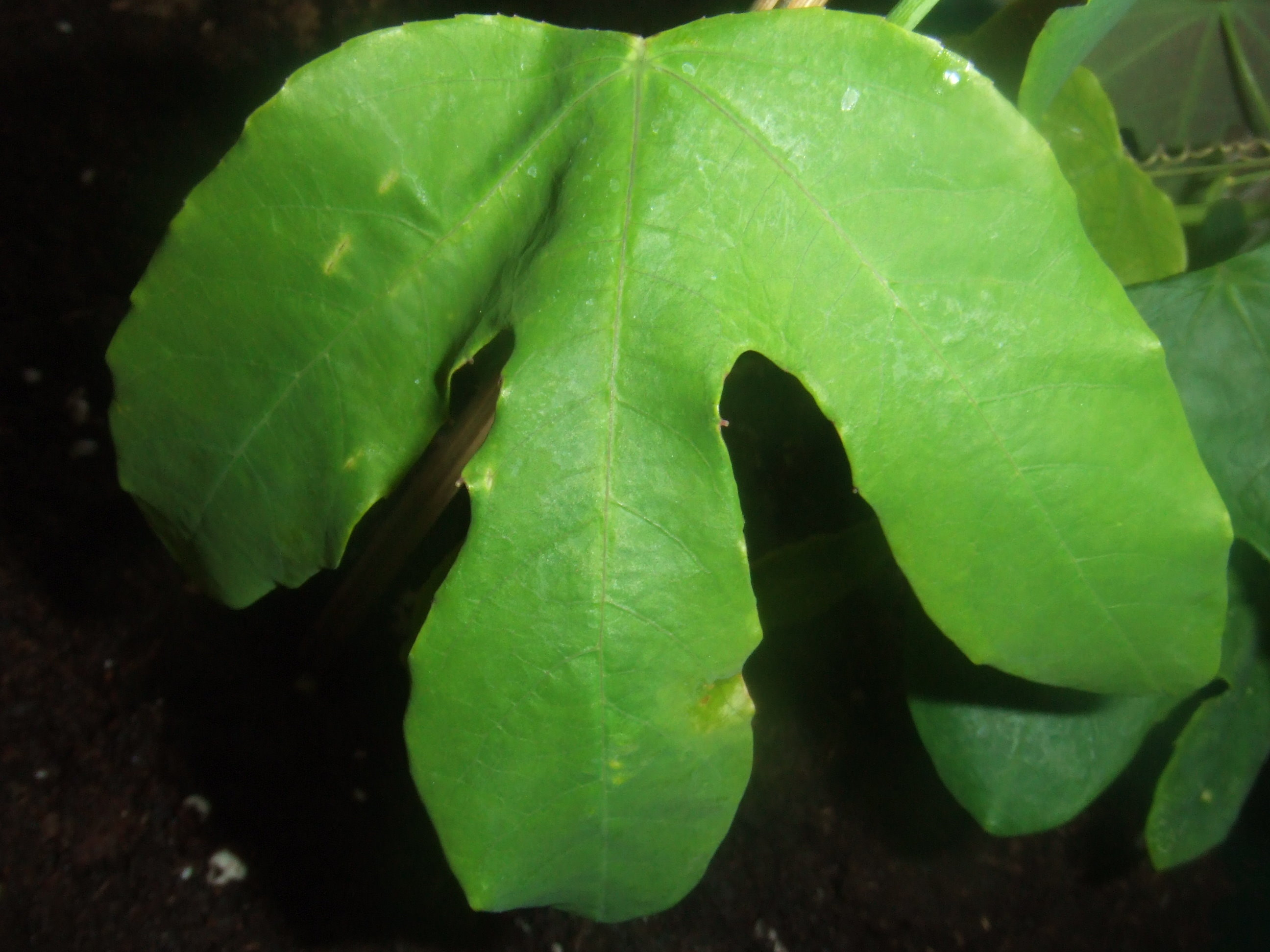
Bovenkant blad
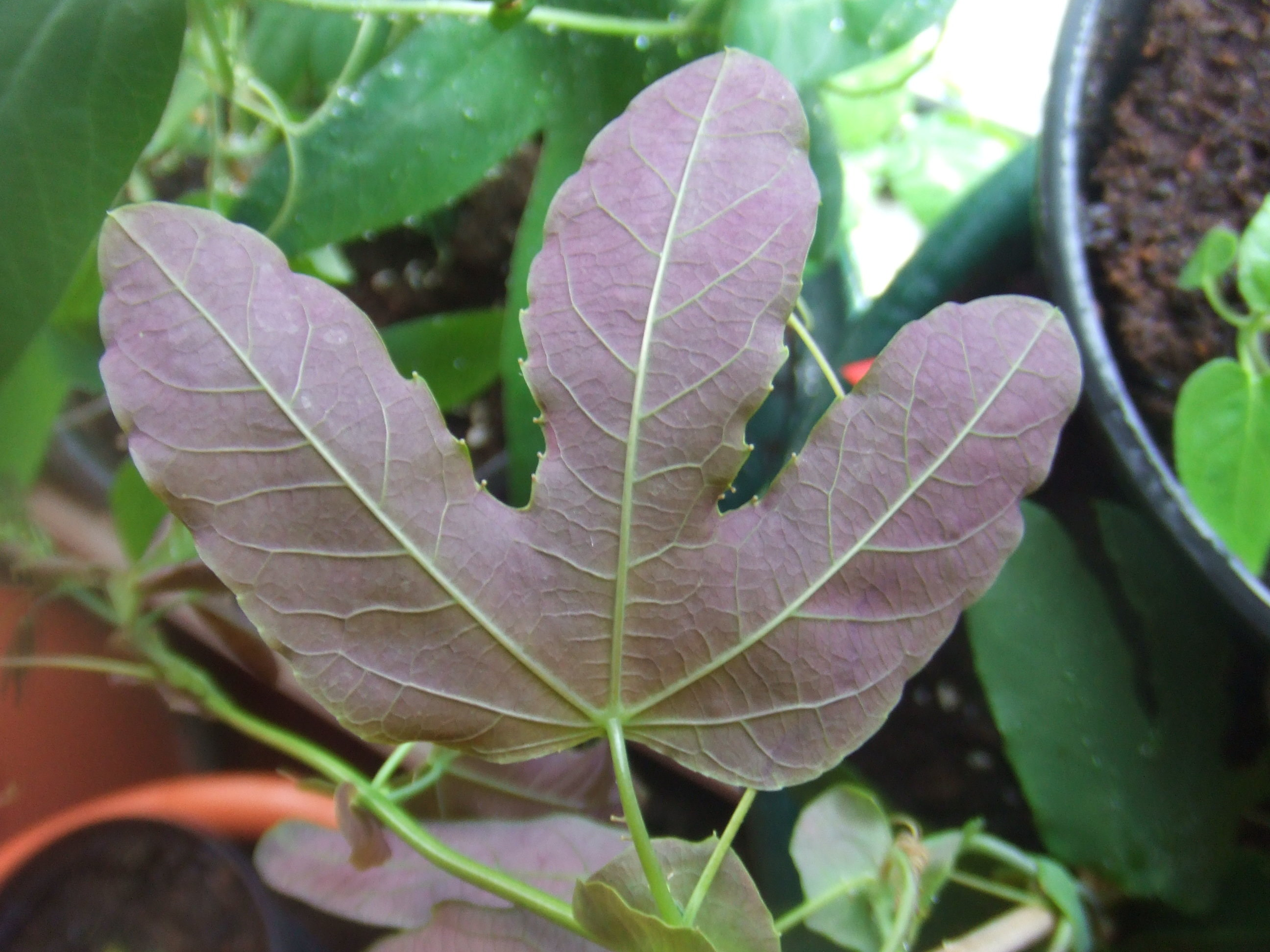
Onderkant blad
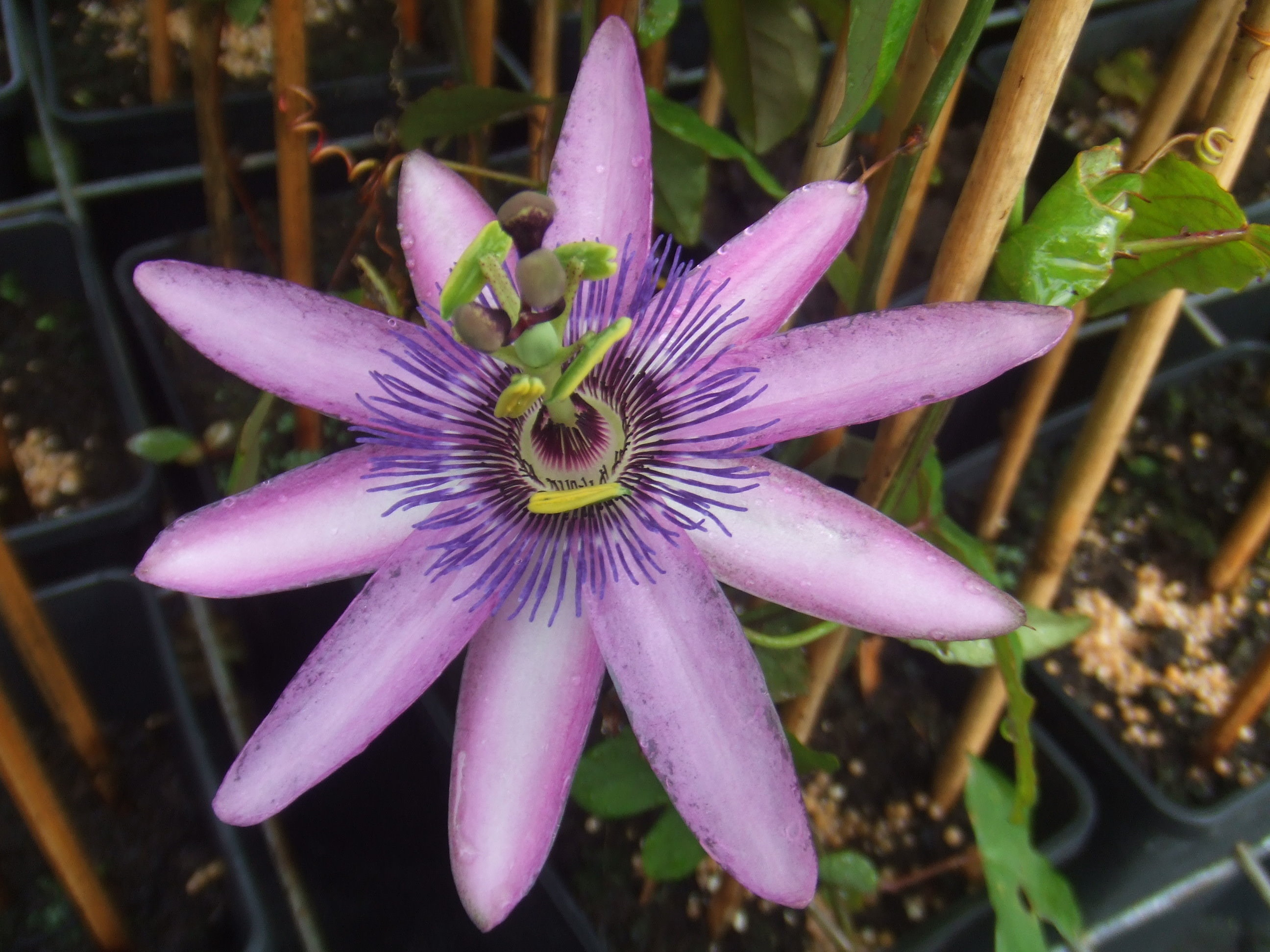
Passiflora ×kewensis 'Amethyst'
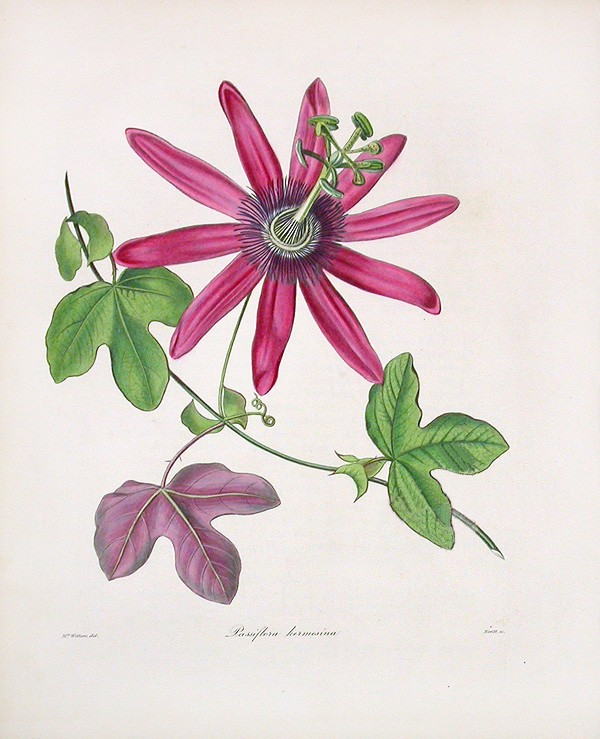
Botanische tekening van Augusta Innes Withers